# National Gazette

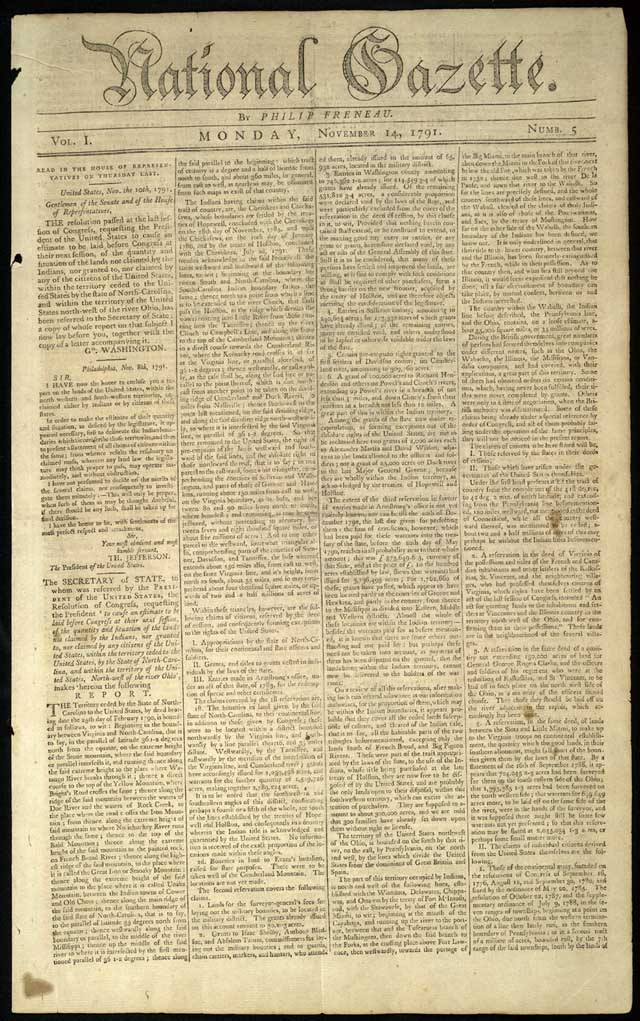
Edizione della National Gazette del 14 novembre 1791

National Gazette è stato un quotidiano statunitense legato prima al Partito Anti-Amministrazione poi al Partito Democratico-Repubblicano pubblicato con cadenza quindicinale dal 31 ottobre 1791 al 23 ottobre 1793. Era diretto dal poeta e tipografo Philip Freneau.

## Storia
La National Gazette fu fondata su sollecitazione dei futuri leader democratico-repubblicani James Madison e Thomas Jefferson per contrastare l'influenza del giornale federalista Gazette of the United States, sostenuto finanziariamente da Alexander Hamilton. Molti eminenti esponenti democratico-repubblicani contribuirono al giornale con articoli spesso scritti sotto pseudonimo.
Pur essendo sostenuta da un importante esponente del governo in carica (l'allora Segretario di Stato Thomas Jefferson) la Gazette era molto critica nei confronti delle politiche dell'esecutivo. Jefferson convinse Freneau a trasferirsi a Filadelfia per dirigere la Gazette assumendolo come traduttore presso il Dipartimento di Stato degli Stati Uniti con uno stipendio annuo di 250 dollari.
La Gazette prendeva di mira in particolare le politiche finanziarie del ministro del tesoro Alexander Hamilton e le presunte aspirazioni monarchiche del presidente Washington. Le dure polemiche della Gazette contro l'amministrazione Washington suscitarono l'ostilità del presidente.
La National Gazette cessò le pubblicazioni nell'ottobre 1793, due anni dopo la sua fondazione. Si ritiene che l'epidemia di febbre gialla a Filadelfia e la diminuzione gli abbonamenti abbiano contribuito alla fine del giornale. Nel dicembre 1793, Jefferson si dimise dalla carica di Segretario di Stato americano, ponendo fine alla principale fonte di reddito di Freneau oltre che del giornale.